# Bulbophyllum kauloense
Bulbophyllum kauloense là một loài phong lan thuộc chi Bulbophyllum.